# Claudio Magris
Claudio Magris (ur. 10 kwietnia 1939 w Trieście) – włoski pisarz, eseista, felietonista, tłumacz i germanista.

## Życiorys
Od 1978 jest profesorem współczesnej literatury niemieckiej na uniwersytecie w Trieście. Publikuje na łamach wielu czasopism włoskich i europejskich, regularnie pisuje do „Corriere della Sera”. Został uhonorowany wieloma prestiżowymi nagrodami, w tym Nagrodą Herdera, Nagrodą Erazma w 2001 i Nagrodą Vilenica.
Jego proza umyka wszelkim próbom kategoryzacji. Magris w swoich utworach swobodnie miesza stylistykę prac naukowych z klasyczną gawędą. Interesuje go szczególnie Europa Środkowa (Mitteleuropa), region, w którym mieszają się kulturowe wpływy austriackie (habsburskie) ze śródziemnomorskimi. Region, w którym przebiega granica między różnymi kulturami, co dobitnie obrazują skomplikowane dzieje Triestu, rodzinnego miasta pisarza (Mikrokosmosy).
W 2009 został laureatem Nagrody Pokojowej Księgarzy Niemieckich, przyznawanej na Międzynarodowych Targach Książki we Frankfurcie nad Menem.
Na język polski jego książki przekładają: Joanna Ugniewska i Anna Osmólska-Mętrak. Jest stałym współpracownikiem polskiego kwartalnika „Zeszyty Literackie”, gdzie regularnie ukazują się jego szkice. W 2010 r. nakładem PIW-u ukazała się książka „Głosy. Monologi” będąca pierwszym wydaniem zebranych opowiadań Magrisa.

## Polskie przekłady
- Dunaj (Danubio, 1986)
- Inne morze (Altro mare, 1991)
- Mikrokosmosy (Microcosmi, 1997)
- Na oślep (Alla cieca, 2006)
- Podróż bez końca (L'infinito viaggiare, 2009)
- Domysły na temat pewnej szabli (Illazioni su una sciabola, 2009)
- Alfabety (Alfabeti, 2012)
- Postępowanie umorzone (Non luogo a procedere, 2015)
- Daleko, ale od czego? Joseph Roth i tradycja żydów wschodnioeuropejskich (Lontano da dove. Joseph Roth e la tradizione ebraico-orientale, 2015)

## Odznaczenia
- 1999 – Oficer Orderu Sztuki i Literatury[1]
- 2001 – Kawaler Krzyża Wielkiego Orderu Zasługi Republiki Włoskiej[1]
- 2004 – Komandor Orderu Sztuki i Literatury[1]
- 2012 – Austriacka Odznaka Honorowa za Naukę i Sztukę[1]
- 2012 – Wielki Krzyż Zasługi za Zasługi Republiki Federalnej Niemiec[1]
- 2014 – Order Pour le Mérite[1]
- 2015 – Wielki Krzyż Zasługi z Gwiazdą za Zasługi Republiki Federalnej Niemiec[2]